# Duetto buffo di due gatti
Duetto buffo di due gatti, v překladu „Komický duet pro dvě kočky“ nebo krátce Kočičí duet, je krátká skladba pro dva soprány a klavír. Text sestává pouze z opakovaného citoslovce „miau“, napodobujícího kočičí mňoukání. Často se zařazuje na koncerty jako zábavný přídavek. Někdy ho zpívá soprán s tenorem nebo dokonce s basem, někdy dva tenory, kontratenory (dětští zpěváci) apod.
Ačkoliv je dílo zpravidla připisováno Gioachinu Rossinimu, nejde přímo o jeho kompozici, ale o kompilát z roku 1825 založený především na jeho opeře Othello. Muzikolog E. H. Hunt (1909–2006) soudil, že jde o dílo Roberta L. Pearsalla pod pseudonymem „G. Berthold“.

## Struktura
Kompilace sestává z těchto částí:
- „Katte-Cavatine“ od C. E. F. Weyseho
- část duetu „No, non temer, serena“ z 1. dějství Rossiniho Othella
- část cabaletty z árie „Ah, come mai non senti“ z 2. dějství téže opery